# 中国人民解放军陆军合成第四十七旅
合成第四十七旅（英語：47th Combined Arms Brigade），又称“模范红军旅”，是中国人民解放军陆军第八十集团军下辖的一个轻型合成旅，驻地山东省鄒平市。

## 历史概述
该部前身为红三军团第四师第十二团（“模范红十二团”），后整编为第四十七师第一三九团。1998年第四十七师转入陆军预备役，唯独第一三九团留在现役，转入摩步第四十六师建制。
2017年，摩步第四十六师拆分出第一三九团与炮兵团出来成立本旅，并划归第八十集团军建制。

## 沿革[2]
参考资料：
| 部隊番號                                                | 使用時期                 |
| “模范红十二团”                                          | “模范红十二团”           |
| ------------------------------------------------------- | ------------------------ |
| 中国工农红军第三军团第四师第十二团                      | 1933年8月-1937年8月25日  |
| 国民革命军第十八集团军第115师第三四三旅第六八六团第三营 | 1937年8月25日-1939年5月  |
| 国民革命军第十八集团军第115师东进支队第一团             | 1939年5月-1939年7月      |
| 国民革命军第十八集团军第115师鲁西独立旅第一团           | 1939年7月-1941年1月      |
| 国民革命军第十八集团军教导第四旅第十团                  | 1941年1月-1944年5月11日  |
| 冀鲁豫军区第八军分区第十团                              | 1944年5月11日-1945年10月 |
| 晋冀鲁豫军区第一纵队第二旅第十团                        | 1945年10月-1946年3月     |
| 晋冀鲁豫军区第一纵队第二旅第四团                        | 1946年3月-1949年2月      |
| 第一三九团                                              | 1949年2月-1960年1月      |
| 步兵第一三九团                                          | 1960年1月-1985年9月      |
| 摩托化步兵第一三九团                                    | 1985年9月-2017年2月      |
| 合成第四十七旅                                          | 2017年2月至今            |

## 荣誉
- 模范红十二团、平江起义第一团：前步兵第四十八师第一三九团，现为本旅[3][2]
- 神鹰侦察排：前中国工农红军第三军团第四师第十二团侦察排，现为本旅某侦察排